# Проскинеза

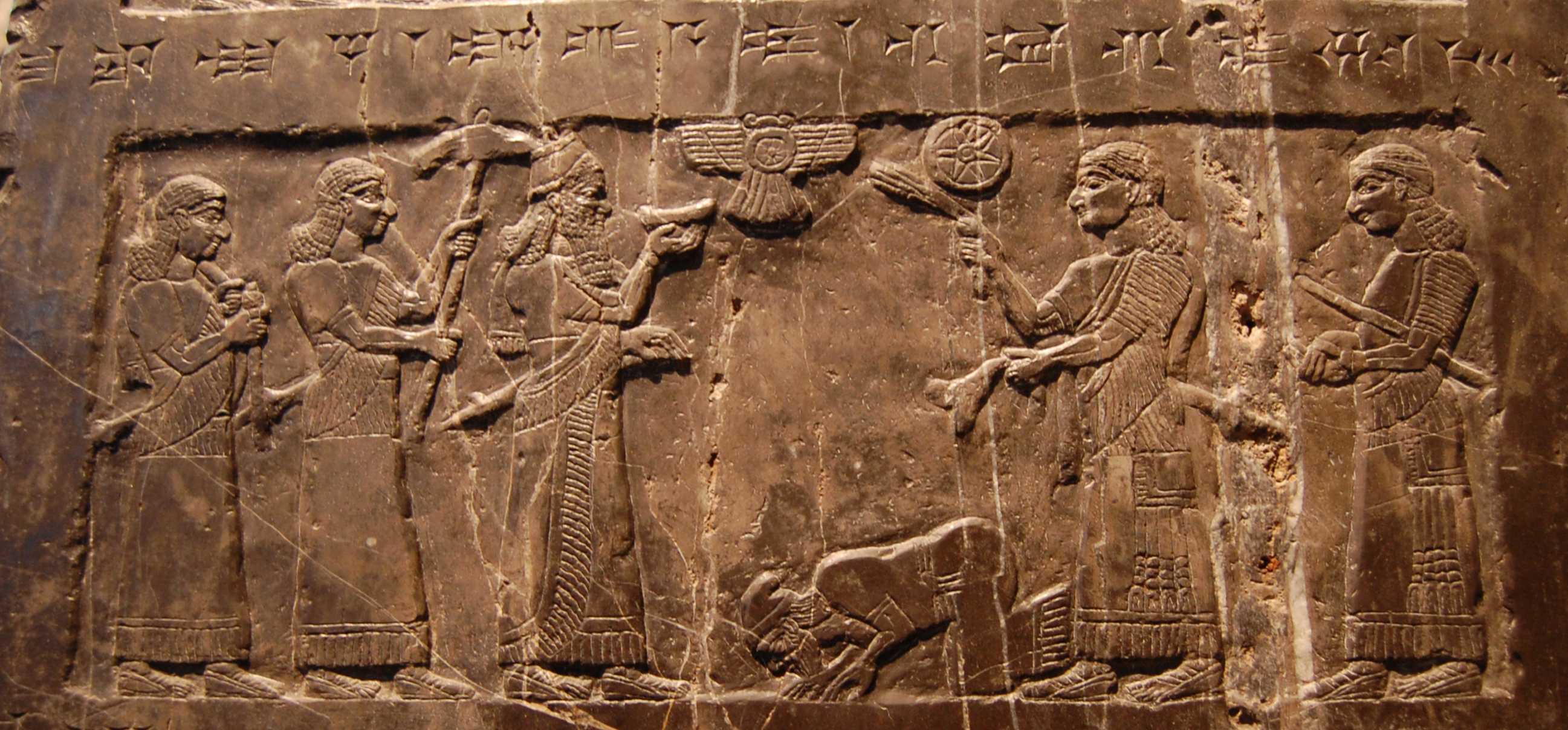
Йеху, сын Омри, царь Израиля совершает земной поклон целованием ног Салманасара III, царя Ассирии. Барельеф на чёрном обелиске

Проскинеза (др.-греч. προσκύνησις) — земной поклон (с последующим целованием ноги); форма приветствия царя, принятая в Древней Персии.
Осуществляя проскинезу (добровольный акт приветствия царя), человек повышал тем самым своё положение и достоинство, приближаясь к царю.
После завоевания державы Ахеменидов и принятия титула царя царей Александр Македонский попытался ввести проскинезу и в своей империи. Если для азиатских подданных Александра этот обычай был в порядке вещей, то окружение царя оказало яростное сопротивление, в обществе эллинов и македонян данный акт воспринимали как унижение их достоинства. Попытка провалилась.
В Римской империи проскинеза была введена Диоклетианом с установлением домината.